# Assaria
Assaria är en ort i Saline County i Kansas. Vid 2010 års folkräkning hade Assaria 413 invånare.